# Bogutovo Selo
Bogutovo Selo (cyr. Богутово Село) – wieś w Bośni i Hercegowinie, w Republice Serbskiej, w gminie Ugljevik. W 2013 roku liczyła 294 mieszkańców.